# Otto Schmidt
Otto Schmidt (rus: Отто Юльевич Шмидт)  (Mahiliou, 18 de setembre de 1891 (Julià) - Moscou, 7 de setembre de 1956) va ser un matemàtic, geofísic i explorador soviètic.

## Vida i Obra
Schmidt era fill d'un petit comerciant que es va anar movent de lloc durant la seva infància. Va ser escolaritzat a Mahiliou, Odessa i Kiev fins que el 1909 va ingressar a la facultat de física i matemàtiques de la universitat de Kíiv. Es va graduar el 1913 i seguint el consell del seu mestre, Dmitri Grave, va continuar estudis a la pròpia universitat fins a obtenir el doctorat el 1916 amb una tesi de teoria de grups que es va publicar en forma de llibre. Encara en el període pre-soviètic, i sense deixar el seu treball de professor, es va unir al creixent moviment cooperatiu.
Amb el triomf de la revolució soviètica va treballar a diferents organismes estatals, essent membre de diferents comissariats del poble a Sant Petersburg i a Moscou. El 1924, quan ja era professor a la universitat de Moscou, va ser nomenat editor en cap de la Gran enciclopèdia soviètica. Aquest mateix any, va fer una estança als Alps per recuperar-se d'una tuberculosi que havia patit d'infant i que li reapareixia intermitentment. El 1928 va formar part d'una expedició soviètic-alemanya a les muntanyes del Pamir.

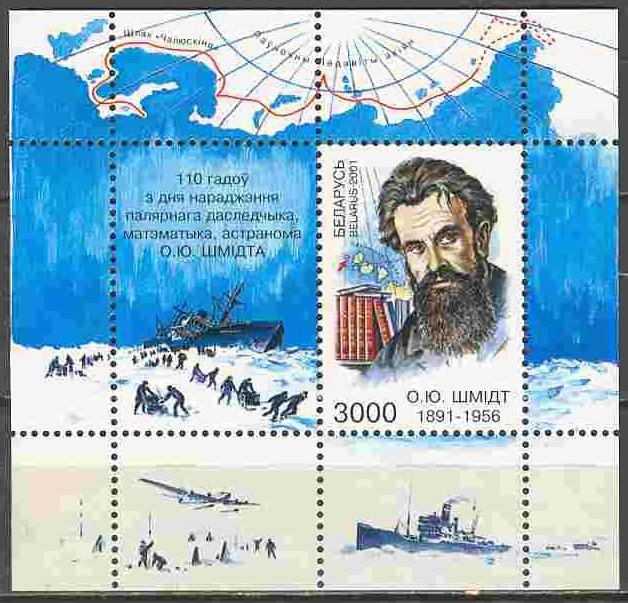
L'epopeia del Txeliüskin immortalitzada en un segell.

Va adquirir tal fama d'explorador, que el mateix 1928 el van posar al front d'una expedició per establir un observatori geofísic a la terra de Francesc Josep, un arxipèlag situat al oceà Àrtic. A partir de 1932, va ser el director de l'agència estatal per la ruta de la Mar del Nord. El 1933 va comandar l'expedició del vaixell Txeliüskin que va acabar amb una epopeia, amb el vaixell enfonsat, un centenar de tripulants deixats damunt del gel i un rescat amb avions uns mesos després. Tot això el va convertir en un heroi soviètic i, potser, li va evitar les purgues estalinistes d'aquells anys.
El 1938 va proposar a l'Acadèmia Soviètica de Ciències la creació d'un institut de recerca teòrica geofísica, que ell mateix va dirigir fins al 1949. Avui aquest institut porta el seu nom: Institut Schmidt de Ciències de la Terra. A partir de 1949 la seva salut es va anar deteriorant de forma progressiva a causa de la seva tuberculosi infantil. Encara donava algunes classes, però, a la universitat de Moscou, fins quan va morir el 1956.
Al marge de la seva fama com explorador, Schmidt és recordat com matemàtic pel teorema de Krull-Schmidt i com cosmòleg per haver plantejat la teoria de l'acreció per la formació de la Terra i els planetes, juntament amb l'astrònom britànic Raymond Lyttleton.

## Llegat
Otto Schmidt va rebre tres ordes de Lenin, tres altres ordes i moltes medalles. Porten el seu nom l'illa de Schmidt al mar de Kara, el cap Otto Schmidt a la costa del mar dels Txuktxis al districte autònom de Txukotka, així com l'Institut de Física pertanyent a l'Acadèmia de Ciències de Rússia, entre altres llocs.
Un planeta menor, el 2108 Otto Schmidt, descobert el 1948 per l'astrònoma soviètica Pelagueia Xain, el commemora.
El trencaglaç Anastas Mikoyan originalment portava el nom d'Otto Iulyevich Schmidt.